# اچ‌ام‌اس شرط‌بندی (۱۷۳۹)
اچ‌ام‌اس شرط‌بندی (۱۷۳۹) (به انگلیسی: HMS Wager (1739)) یک کشتی بود.